# برنگیتسا (سینیتسا)
برنگیتسا (به صربی: Brnjica) یک روستا در صربستان است که در سینیتسا واقع شده‌است. برنگیتسا ۲۱۸ نفر جمعیت دارد.